# Groove Games
Groove Games — канадская компания, разработчик и издатель компьютерных игр. Компания была основана в 2001 году.
В декабре 2006 года компания Groove Media Inc. запустила онлайн-платформу SkillGround, позволяющую посетителям бесплатно загружать игры партнёров компании. SkillGround приняла участие в программе, выложив игры в жанрах: шутер от первого лица, гонки, спорт и файтинг.

## История
Groove Games была основана в 2001 году Джоном Уолшом, менеджером по продажам в Activision. 

## Изданные игры
| Игра                                      | Год  | Разработчик         | Примечания                                                                                       |
| ----------------------------------------- | ---- | ------------------- | ------------------------------------------------------------------------------------------------ |
| Sno Cross Extreme                         | 2002 | Groove Games        |                                                                                                  |
| Incoming Forces                           | 2002 | Rage Software       | Опубликована Rage Software в Европе                                                              |
| Devastation                               | 2003 | Digitalo Studios    | Опубликована Arush Entertainment в Европе                                                        |
| CTU: Marine Sharpshooter                  | 2003 | Jarhead Games       |                                                                                                  |
| Western Outlaw                            | 2003 | Jarhead Games       |                                                                                                  |
| Desert Thunder                            | 2003 | Brainbox Games      |                                                                                                  |
| Marine Sharpshooter II                    | 2004 | Jarhead Games       |                                                                                                  |
| Marine Heavy Gunner: Vietnam              | 2004 | Brainbox Games      | Опубликована City Interactive в Европе                                                           |
| WWII Sniper: Call to Victory              | 2004 | Jarhead Games       | Опубликована City Interactive в Европе под названием «Battlestrike: Call to Victory»             |
| Playboy: The Mansion                      | 2005 | Cyberlore Studios   | Опубликована Ubisoft в Европе                                                                    |
| Combat: Task Force 121                    | 2005 | Direct Action Games | Опубликована City Interactive в Европе под названием «America’s Secret Operations»               |
| Pariah                                    | 2005 | Digital Extremes    | Опубликована Hip Interactive в Европе                                                            |
| Army Ranger: Mogadishu                    | 2005 | Jarhead Games       | Опубликована City Interactive в Европе под названием «Terrorist Takedown: Conflict in Mogadishu» |
| Land of the Dead: Road to Fiddler's Green | 2005 | Brainbox Games      |                                                                                                  |
| World War II Combat: Road to Berlin       | 2006 | Direct Action Games | Опубликована City Interactive в Европе под названием «Battlestrike: Secret Weapons»              |
| Warpath                                   | 2006 | Digital Extremes    | Опубликована Atari в Европе                                                                      |
| World War II Combat: Iwo Jima             | 2006 | Direct Action Games | Опубликована City Interactive в Европе под названием «Heat of War»                               |
| Kung Fu: Deadly Arts                      | 2006 | Bedlam Games        | Не продается, можно играть бесплатно через SkillGround                                           |
| CQC — Close Quarters Conflict             | 2007 | Direct Action Games | Опубликована City Interactive в Европе                                                           |
| Marine Sharpshooter III                   | 2007 | Jarhead Games       | Опубликована City Interactive в Европе                                                           |
| LASR — L.A. Street Racing                 | 2007 | Invictus Games      | Опубликована City Interactive в Европе под названием «Overspeed: High Performance Speed Racing»  |
| UTour Golf                                | 2007 | Groove Games        | Не продается, можно играть бесплатно через SkillGround                                           |
| Marine Sharpshooter IV                    | 2008 | Jarhead Games       | Опубликована City Interactive в Европе                                                           |
| Day of the Zombie                         | 2009 | Brainbox Games      | Опубликована только на территории СНГ                                                            |